# 夏威夷太平洋衛生
夏威夷太平洋衛生（英語：Hawaii Pacific Health）是一個由醫院、診所、醫生和醫療衛生提供者組成的非營利性組織，涵蓋夏威夷和太平洋地區。

## 歷史
2001年12月，夏威夷太平洋衛生成立，由四家醫院合併而成：卡皮歐拉尼婦女和兒童醫學中心、巴里莫米醫療中心（前身為巴里莫米的卡皮奧拉尼醫療中心）、斯特勞布醫療中心以及威爾科克斯醫療中心。夏威夷最大的私人醫療機構。
2019年，夏威夷太平洋衛生計劃於卡卡科的Aeo住宅樓開設價格為310萬美元的醫療診所。還有在卡波利的 Ka Makana Ali'i （页面存档备份，存于）、Kuono Marketplace （页面存档备份，存于）市場和考艾島開設類似的診所。

## 社區合作夥伴
- 夏威夷太平洋衛生隸屬於 夏威夷大學John A. Burns School of Medicine （页面存档备份，存于） 和 Hawaii Pacific University （页面存档备份，存于）。
- 夏威夷太平洋衛生是 University of Hawai'i Cancer Center Consortium （页面存档备份，存于） 的成員。

## 外部連結
- 官方网站